# Unni Boksasp
Unni Boksasp, född 2 september 1972 i Tingvoll i Norge, är en norsk sångare och kompositör inom norsk folkmusik. Hon är utbildad vid Kungliga Musikhögskolan i Stockholm och Høgskolen i Telemark, Rauland. 
År 2007 gav hon ut sitt första soloalbum, Songar från Havdal med musik av Magnhild Almhjell. Tre år senare, i maj 2010, gav Boksasp tillsammans med andra musiker under gruppnamnet Unni Boksasp Ensemble. Albumet vann Folkelarmprisen i kategorin traditionellt samspel, och Spellemannprisen i kategorin folkmusik/gammeldans. Som soloartist har Boksasp även vunnit Landskappleiken i röstkategori A två gånger: både 2010 och 2011. År 2015 kom Boksasp, som medlem i den musikaliska konstellationen "Brann i blått",  på tredje plats i Landskappleiken, i deras öppna kategori.

## Medlemmar i Unni Boksasp Ensemble
- Unni Boksasp: sång, cittra
- Jorun Marie Kvernberg: fiol, hardingfela, sång
- Olav Luksengård Mjelva: fiol, hardingfela, oktavfiol, sång
- Magne Vestrum: kontrabas, sång
- Trygve Brøske: tramporgel, sång
- Petter Berndalen: slagverk

## Diskografi
- 2002: Enno så segla ho Magnhild - Tradisjonelle barnesongar frå Nordmøre, tillsammans med Gro Kjelleberg Solli och Torgeir Leivdal
- 2007: Songar frå Havdal, Unni Boksasp
- 2010: Keramello, Unni Boksasp Ensemble
- 2011: Tolv dagar i jolo, gästartist med Åsmund Nordstoga
- 2012: Jul inni fjorda - Vestlandsspellmann, Unni Boksasp Ensemble
- 2013: Vita fuglar, Unni Boksasp Ensemble
- 2016: Syngjaren, Folkmusik från Møre och Romsdal
- 2016: Fem små ord, Unni Boksasp Ensemble
- 2016: Julgjæta, Unni Boksasp Ensemble